# Ни богу, ни чёрту
«Ни богу, ни чёрту» — советский кукольный мультфильм на антирелигиозную тематику, который создали в 1965 году режиссёры-мультипликаторы Вадим Курчевский и Николай Серебряков на киностудии «Союзмультфильм».

## Сюжет
Жил-был плотник Кузьма. Строил он дома из брёвен: избы, терема, монастыри. Как-то раз предложили ему построить кабак, а по завершении строительства напоили так, что отлетела его душа. Бог зачитал характеристику: Плотник Кузьма — скромный, работящий, простой человек. А чёрт зачитал свою: Пьяница, табакур, сквернослов, бабник. Попал Кузьма в Рай и оказалось, что работать не надо и всё нельзя. Затосковал Кузьма и убежал в дыру в ограде Райского сада, проделанную чёртом. Чёрт унёс Кузьму в Ад. Там устроили гулянку и напоили Кузьму допьяна. Но оказалось, что надо всё разрушать, а строить — нельзя. Стал тогда Кузьма топором махать, и черти открыли ему ворота. Оказался Кузьма в деревне, сгоревшей при пожаре. Поклонились ему люди, а плотник сказал: «Ни богу, ни чёрту ремесло моё не сгодилось, зато вам братцы послужу!» И стал Кузьма строить избы, а потом и жену себе нашёл.

## Над фильмом работали
- Сценарий: Алексея Симукова
- Режиссёры и художники: Вадим Курчевский, Николай Серебряков
- Оператор: Иосиф Голомб
- Композитор: Михаил Меерович
- Звукооператор: Борис Фильчиков
- Редактор: Аркадий Снесарев
- Мультипликаторы: Мария Зубова, Юрий Клепацкий, Вячеслав Шилобреев
- Куклы и декорации выполнили: Владимир Аббакумов, Галина Геттингер, Павел Гусев, Вера Калашникова, В. Куранов, Олег Масаинов, Павел Лесин, Валерий Петров, Марина Чеснокова
- под руководством: Романа Гурова

## Роли озвучивали
- Георгий Вицин — плотник Кузьма / Архангел (в титрах не указан)
- Кира Смирнова — Бог (в титрах не указана)
- Евгений Весник — Апостол Пётр (в титрах не указан)
- Анатолий Кубацкий — Чёрт (в титрах не указан)
- Тамара Дмитриева — чертёнок (в титрах не указана)

## О мультфильме
Молодые талантливые художники Вадим Курчевский и Николай Серебряков, проработавшие некоторое время на студии художниками-постановщиками, стали затем режиссёрами. Их совместный режиссёрский дебют состоялся в 1963 году фильмом «Хочу быть отважным». За ним последовал антирелигиозный фильм «Ни богу, ни чёрту» (1966), в котором прежде всего следует отметить выразительные, запоминающиеся куклы.— Иванов-Вано И. «Кадр за кадром», М. 1980.